# Clubiona papillata
Clubiona papillata este o specie de păianjeni din genul Clubiona, familia Clubionidae, descrisă de Schenkel, 1936. Conform Catalogue of Life specia Clubiona papillata nu are subspecii cunoscute.